# Verband für Grabungstechnik und Feldarchäologie
Der Verband für Grabungstechnik und Feldarchäologie e.V. mit Sitz in Berlin vertritt die beruflichen Interessen von Beschäftigten in der Bodendenkmalpflege im deutschsprachigen Raum.

## Geschichte
Der Verband wurde 2016 in Berlin gegründet und vereint Ausgrabende und Grabungstechniker aller Bildungswege im gesamten deutschsprachigen Raum. Erster Vorsitzender des Verbandes ist Thomas Schenk und erster stellvertretender Vorsitzender ist Tilman Wanke.

## Aufgaben und Ziele
Der VGFA ist ein Verein mit dem Zweck der Wahrung, Pflege und Förderung von archäologischer Grabungstechnik und Feldarchäologie, insbesondere der Berufsbildung, Studierendenhilfe und Nachwuchsförderung. Zu seinen Zielen gehören ferner die Förderung des Erhalts und der Erforschung historischer Kulturlandschaften und schützenswerter Bodendenkmäler, die Zusammenarbeit mit Vereinigungen, Körperschaften und Organisationen des Denkmalschutzes und der Denkmalpflege sowie die Beteiligung an der Klärung der Berufs-, Fach und Studienfragen einschließlich der fachlichen Ethik. Seit 2018 veranstaltet der Verband in zweijährigem Turnus und an wechselnden Orten Fachtagungen in Zusammenarbeit mit einem archäologischen Landesdenkmalamt. Die Fachtagung findet jeweils an den vier Tagen im April statt. Die letzten Jahrestagungen fanden in Ulm (2018), Bremen (2022) und Speyer (2024) statt.

## Mitgliedschaft
Die Mitgliedschaft steht allen in der Feldarchäologie Tätigen offen. Die Mitglieder des Vereins müssen jedoch einer hauptberuflichen Tätigkeit im Fachgebiet Grabungstechnik/Feldarchäologie nachgehen oder sich in einer entsprechenden Ausbildung befinden.

## Arbeitskreis
Der Vorstand wird in seiner Arbeit durch einen Arbeitskreis unterstützt, dem Landesvertreter der Bundesländer, der kommunalen Archäologie, der Forschungsinstitute des Bundes, der Hochschule für Technik und Wirtschaft Berlin und der privaten Ausgrabungsfirmen angehören.

## Publikationen
Der VGFA gibt seit 2012 die Publikation „Rundbrief Grabungstechnik“ als eJournal heraus, die seit der Gründung als offizielles Mitteilungsblatt halbjährlich erscheint.